# Marta Suplicy
Marta Suplicy (ur. 18 marca 1945 w São Paulo, SP) – brazylijska polityk Partii Pracujących (port. Partido dos Trabalhadores).

## Życiorys
Pełne nazwisko panieńskie: Marta Teresa Smith de Vasconcelos. Pochodzi z bardzo zamożnej rodziny, jest córką Luísa Alfredo Smith de Vasconcelos, właściciela ziemskiego. Z wykształcenia jest psychologiem i seksuologiem. Studiowała na Papieskim Uniwersytecie Katolickim w São Paulo. W 1973 ukończyła kolejne studia na Stanford University. Jej syn, Eduardo Smith de Vasconcelos Suplicy, jest znanym w Brazylii muzykiem o pseudonimie artystycznym Supla. Po objęciu stanowiska burmistrza São Paulo w 2001 r. rozwiodła się z mężem, profesorem ekonomii i byłym senatorem, Eduardo Matarazzo Suplicy. Pozostała przy nazwisku byłego męża. Ponownie wyszła za mąż w 2003 r. za Luisa Favre, ale rozwiodła się z nim w 2009 r.

## Kariera polityczna
Wstąpiła do lewicowej Partii Pracujących w 1981 r.
W styczniu 1995 r. została wybrana posłem reprezentującym stan São Paulo w Kongresie Brazylii. Pełniła tę funkcję od 1 stycznia 1995 r. do 1 stycznia 1999 r. Była jedną z 30 kobiet na 530 posłów.
W październiku 2000 r. wybrano ją burmistrzem miasta São Paulo. Pełniła tę funkcję od 1 stycznia 2001 do 1 stycznia 2005 r.
Była ministrem do spraw turystyki w rządzie Luli da Silva. Pełniła tę funkcję od 23 marca 2007 do 3 czerwca 2008 r. Jako minister aktywnie uczestniczyła w 2007 r. w kampanii na rzecz zaliczenie posągu Chrystusa w Rio de Janeiro do „siedmiu cudów świata”.
W wyborach do Senatu Brazylii w dniu 8 sierpnia 2010 r. uzyskała 8,2 miliony głosów i została wybrana pierwszą kobietą w historii stanu São Paulo na senatorkę Senatu Brazylii. Od 1 lutego 2011 r. pełni w nim funkcję Pierwszej Wiceprzewodniczącej Senatu (port.: 1ª Vice-Presidente do Senado Federal do Brasil).
Jest znana z zaangażowania w walkę o legalizację aborcji, jednopłciowych związków partnerskich i eutanazji w Brazylii, mimo to cieszy się sympatią księży katolickich w swoim mieście. Działaczka organizacji feministycznych, aktywistka organizacji zajmujących się edukacją seksualną oraz ochroną praw konsumenckich. W latach 80. XX wieku prowadziła audycję „TV Mulher” w telewizji brazylijskiej poświęconą uświadamianiu i edukacji seksualnej dla kobiet. Autorka wielu książek o tematyce psychologicznej i seksuologicznej. Jej osobiste zaangażowanie doprowadziło do ustanowienia prawa dla legalizacji związków partnerskich w stanie São Paulo i całej Brazylii.